# Rita Volk
Rita Volk, właśc. Margarita Volkovinskaya (ros. Маргарита Волковинская, ur. 3 września 1990 w Taszkencie, Uzbekistan) – amerykańska aktorka pochodzenia uzbeckiego, znana głównie z roli Amy Raudenfeld w komediowym serialu Faking It nadawanym w MTV.

## Początki kariery
Urodziła się w Taszkencie. Kiedy miała 6 lat przeniosła się wraz z rodziną do San Francisco. Uczęszczała tam do Lowell High School. W liceum brała udział w szkolnych przedstawieniach, które pomogły rozwinąć jej zainteresowanie aktorstwem oraz zaaklimatyzować się w kulturze amerykańskiej i języku. Po ukończeniu szkoły średniej, Volk uczęszczała do Duke University, który ukończyła z dyplomem z psychologii. Podczas studiów występowała w filmach studenckich i była członkinią trupy komediowej.

## Filmografia
| Rok     | Tytuł                       | Rola            | Informacje                   |
| ------- | --------------------------- | --------------- | ---------------------------- |
| 2012    | Partnerki                   | Lea Babic       | Odcinek: „Cuts Like A Knife” |
| 2013    | Mroczne zagadki Los Angeles | Briana Mathis   | Odcinek: „Backfire”          |
| 2014    | Igrzyska na kacu            | Katnip Everlean | parodia                      |
| od 2014 | Faking It                   | Amy Raudenfeld  | główna rola                  |